# Salvatore Gallotti
Salvatore Gallotti (Gallarate, 1856 – Milano, 1928) è stato un compositore italiano.

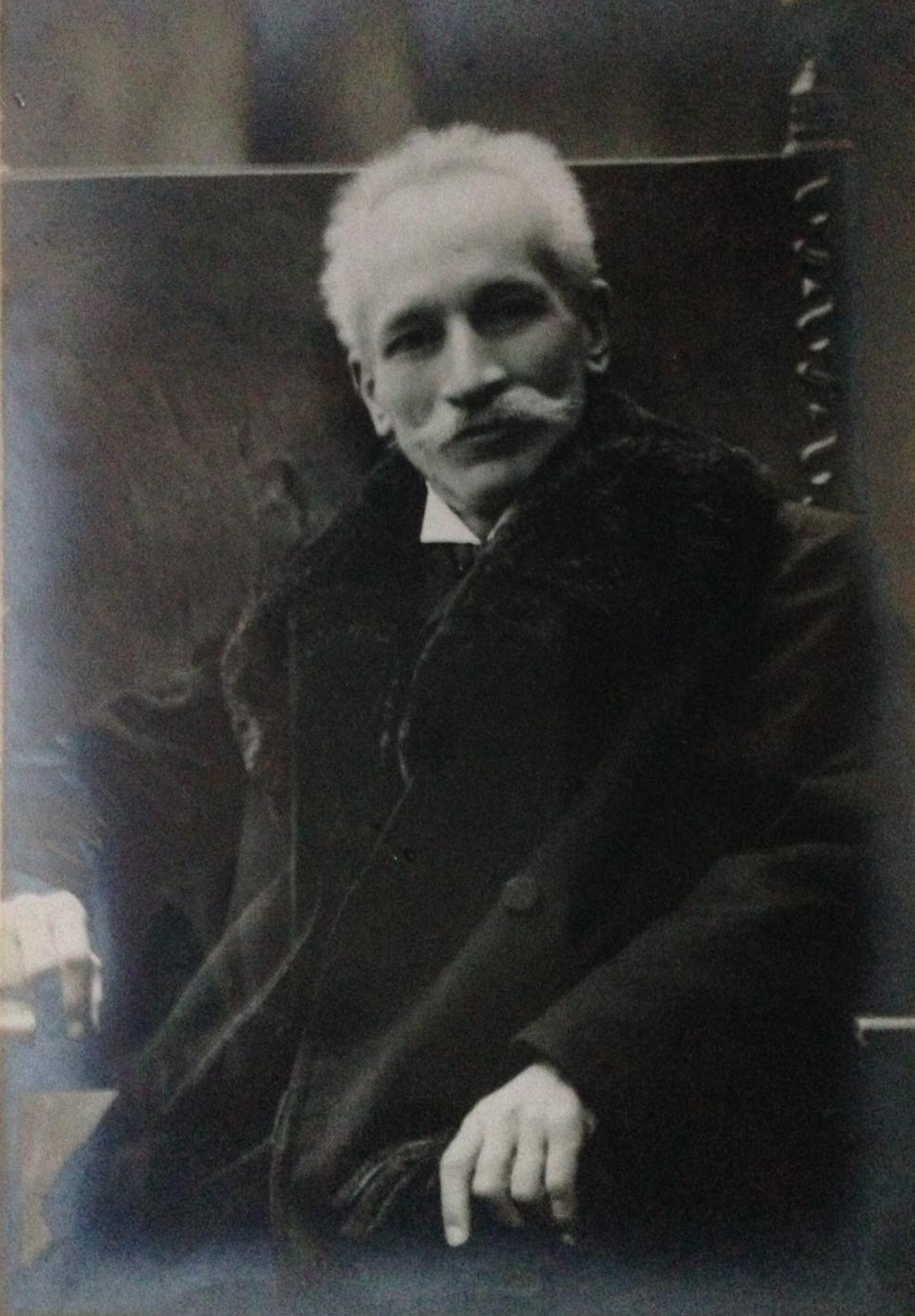
Salvatore Gallotti

Assai prolifico ed ispirato, non ebbe grande fortuna e presto di lui e della sua musica si perse il ricordo. A ciò contribuì il fatto che egli fece stampare solo pochissime delle sue numerose composizioni. Trascorse gran parte della sua vita come Maestro della Cappella Musicale del Duomo di Milano.

## Biografia
Nato in una modesta famiglia, si accostò alla musica sin da piccolo, cantando forse nel coro della parrocchia come voce bianca. Dopo le scuole si iscrisse al Conservatorio di Milano e ne uscì con un diploma in composizione e in contrappunto. Dopo un breve periodo passato a Parigi per acquisire maggiore esperienza, insegnò alla Scuola Comunale di Musica della chiesa di S. Carlo al Corso. La svolta della sua vita avvenne nel 1884, quando fu nominato aiuto-maestro della Cappella Musicale del Duomo di Milano. Lavorò quindi a fianco di Giuseppe Gallignani che era a quel tempo il Maestro titolare. 

Nel 1892 Gallignani lasciò il Duomo e Gallotti gli succedette alla direzione della Cappella, mantenendo l'incarico fino ad età avanzata. Per lunghi anni insegnò anche canto all'Istituto dei ciechi, componendo per i suoi allievi alcuni brani per coro a cappella. Gallotti si adoperò assiduamente perché la musica sacra fosse oggetto di una riforma sostanziale.
Morì a Milano nel 1928 a 72 anni.

## Opere
- Musica sacra. Oltre 400 composizioni: 1 Magnificat, numerose Messe, mottetti, etc.
- Musica da camera. Quartetti, terzetti e duetti per archi.
- "Ginevra di Monreale" - Opera lirica (mai andata in scena).
- "La battaglia di Legnano" - Composizione per coro e orchestra in tre episodi.
- "La Pentecoste" - Composizione corale per 4 voci femminili su testo dell'omonima ode di Manzoni